# Овом те песмом поздрављам
„Овом те песмом поздрављам“ је албум Мирослава Илића из 1973. године. На њему се налазе следеће песме:
1. Сокаци су завејани снегом
2. Дуга ли је Јелица планина
3. Тек што ми је грожђе зарудело
4. Летње вече, роса пада
5. Пластим суву траву
6. Са Рудника и Авале
7. Шумадијо, наш ђердане
8. Овом те песмом поздрављам
9. Село моје, завичају мио
10. Мрак је пао, а ја се прикрао